# Double Dee
Double Dee fue un dúo italiano de música dance quien con el hit: "Found Love," alcanzó el número #1 en Estados Unidos en los Hot Dance Music/Club Play en 1990. El sencillo eso sí no estuvo en los Billboard Hot 100 aunque tuvo el N| #64 en los Airplay chart.
Los miembros fueron Davide Domenella y Donato "Dany" Losito. "Found Love" era oficialmente era compuesta y escrita por Dany. "Found Love" se relanzó en 1995, alcanzando el número #33 en los Charts británicos. Incluso grabaron el sencillo de "Shining" en el año 2003, pero con poco éxito.

## Discografía
| 1990                                           | "Found Love" (feat Dany)          | 24 | 22 | 38 | 40 | 63 | 1 | Double Dee   |
| 1991                                           | "Don't You Feel"                  | 9  | —  | —  | —  | —  | — | Double Dee   |
| 1992                                           | "Hey You"                         | 18 | —  | —  | —  | —  | — | Double Dee   |
| 1992                                           | "People Get Up!"                  | 15 | —  | —  | —  | —  | — | Singles only |
| 1992                                           | "The More I Get, The More I Want" | —  | —  | —  | —  | —  | — | Singles only |
| 1993                                           | "Body Music"                      | —  | —  | —  | —  | —  | — | Singles only |
| 1994                                           | "Love Nobody"                     | —  | —  | —  | —  | —  | — | Singles only |
| 1995                                           | "Found Love" (relanzamiento)      | —  | —  | —  | —  | 33 | — | Singles only |
| 1995                                           | "Come Into My Life"               | —  | —  | —  | —  | —  | — | Singles only |
| 1996                                           | "I'm in Love"                     | —  | —  | —  | —  | —  | — | Singles only |
| 2001                                           | "You"                             | —  | 24 | —  | —  | —  | — | Singles only |
| 2001                                           | "Can You Feel It"                 | —  | —  | —  | —  | —  | — | Singles only |
| 2003                                           | "Shining"                         | —  | —  | —  | —  | 58 | — | Singles only |
| "—" denota lanzamientos que no se registraron. |                                   |    |    |    |    |    |   |              |